# Монте (Терраш-де-Бору)
Монте (порт. Monte; МФА: [ˈmõ.tɨ]) — парафія в Португалії, у муніципалітеті Терраш-де-Бору. Розташована в північно-західній частині країни, на теренах історичної португальської провінції Дору-Міню. Входить до складу округу Брага. За адміністративним поділом, чинним до 1976 року, терени парафії були складовою провінції Міню. Належить до Бразької архідіоцезії Католицької церкви. Патрон — свята Ізабела. Площа — 11,9681 км². Населення — 126 ос. (2011). Слабо урбанізований регіон. Густота населення — 10,53 осіб/км²
. Код — 031011.

## Населення
| Кількість мешканців | Кількість мешканців | Кількість мешканців | Кількість мешканців | Кількість мешканців | Кількість мешканців | Кількість мешканців | Кількість мешканців | Кількість мешканців | Кількість мешканців | Кількість мешканців | Кількість мешканців | Кількість мешканців | Кількість мешканців | Кількість мешканців |
| ------------------- | ------------------- | ------------------- | ------------------- | ------------------- | ------------------- | ------------------- | ------------------- | ------------------- | ------------------- | ------------------- | ------------------- | ------------------- | ------------------- | ------------------- |
| 1864                | 1878                | 1890                | 1900                | 1911                | 1920                | 1930                | 1940                | 1950                | 1960                | 1970                | 1981                | 1991                | 2001                | 2011                |
| 260                 | 264                 | 303                 | 292                 | 276                 | 288                 | 302                 | 293                 | 262                 | 295                 | 240                 | 231                 | 190                 | 147                 | 126                 |